# Novotítarovskaya
Novotítarovskaya (del ruso: Новоти́таровская) es una stanitsa del raión de Dinskaya del krai de Krasnodar del sur de Rusia. Está situada a orillas del río Ponura, afluente del río Kirpili, 19 km al noroeste de Dinskaya y 20 km al norte de Krasnodar, la capital del krai. Tenía 24 754 habitantes en 2010.
Es cabeza del municipio Novotítarovskoye, al que pertenecen asimismo Osechki, Primaki y Karla Marksa.

## Historia
La stanitsa fue fundada en 1810 por colonos provenientes de la stanitsa Títarovskaya, fundada en 1794 por los cosacos del atamán Títarov en la península de Tamán, y que se había desarrollado considerablemente. Títarovskaya pasó a llamarse Starotítarovskaya, en el actual raión de Temriuk del mismo krai. Tras la reforma administrativa de 1924 entró en el raión de Krasnodar y en la de 1934 fue designada centro administrativo de un raión.
Durante la Gran Guerra Patria, fue ocupada por la Wehrmacht de la Alemania Nazi el 8 de agosto de 1942 y fue liberada por el Ejército Rojo de la Unión Soviética el 12 de febrero de 1943. Desde el 1 de febrero de 1963 pertenece al raión de Dinskaya.
En la década de 1980 se hallaron kurganes escitas y otras tumbas de épocas anteriores que fueron denominadas cultura de Novotitarovskaya.

## Demografía
| 1876  | 1917   | 1959   | 1979   | 2002   | 2005   | 2009   |
| ----- | ------ | ------ | ------ | ------ | ------ | ------ |
| 5 117 | 17 124 | 10 307 | 17 149 | 22 341 | 24 956 | 25 303 |

## Economía y transporte
La localidad es centro de una región principalmente agrícola (procesado de productos agrícolas). Asimismo tiene su importancia el sector de los materiales de construcción. Por su proximidad a la ciudad de Krasnodar, se ha convertido en una zona residencial en los últimos años.
Cuenta con una estación (Títarovka) en la línea Rostov del Don-Krasnodar, que fue abierta en este segmento en mayo de 1914. La carretera R268 Krasnodar-Bataisk pasa por la localidad.